# Niccolò Fortebraccio
Niccolò Fortebraccio (* um 1390 in Sant’Angelo in Vado; † 23. August 1435 in Fiordimonte) war ein italienischer Condottiere, Graf von Montone, Herrscher über Sansepolcro, Tivoli, Assisi, Vetralla, Montefiascone, Città di Castello und Città della Pieve. Er war der Neffe von Braccio da Montone.

## Biographie

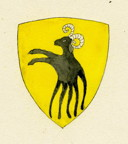
Familienwappen der Fortebracci

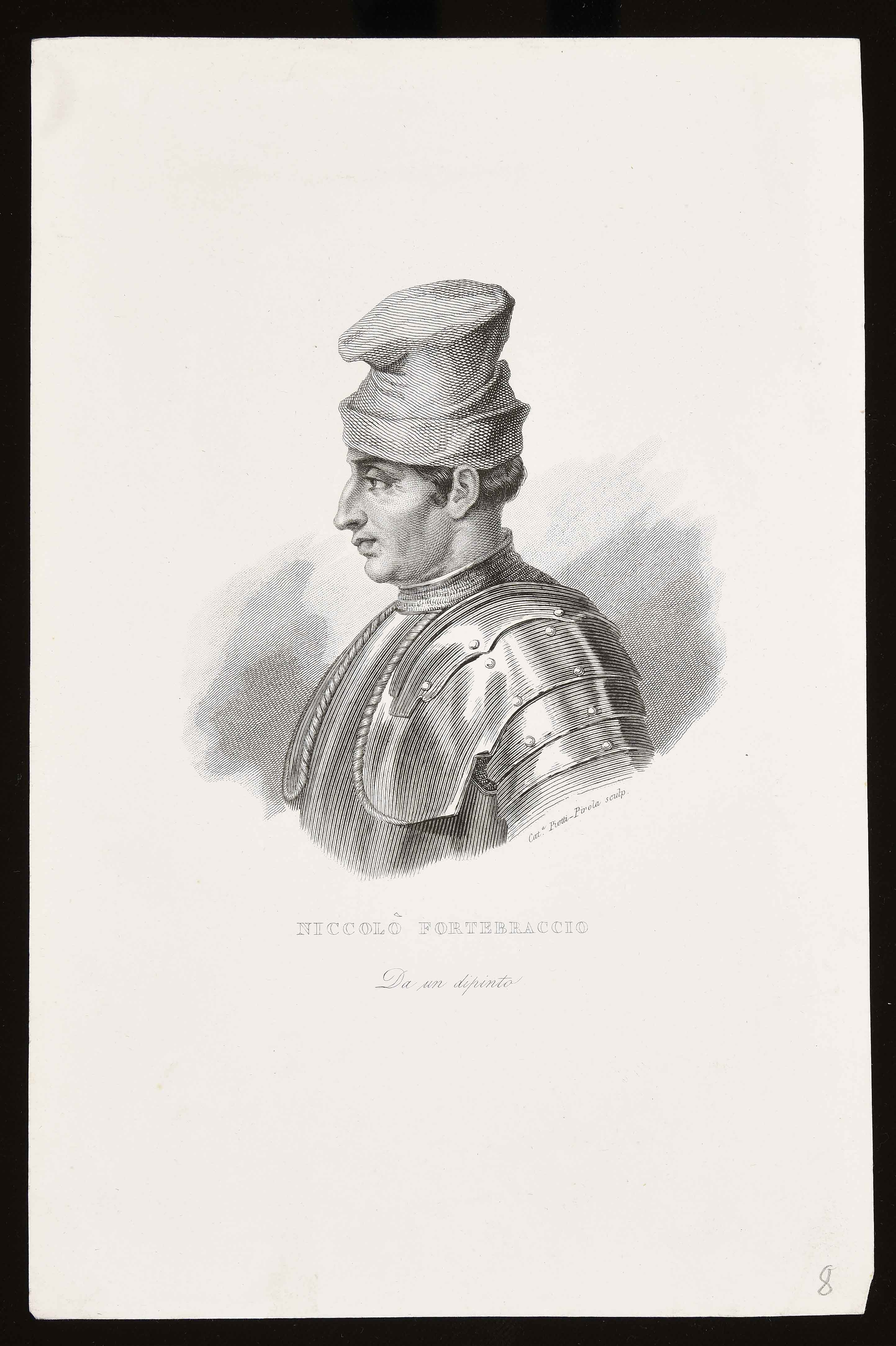
Niccolò Fortebraccio, Kupferstich von Caterina Piotti-Pirola nach unbekannter Vorlage

Niccolò Fortebraccio war ein Sohn der Stella Fortebraccio und ein Enkel des Oddo Fortebraccio, Graf von Montone (Provinz Perugia), Capitano del Popolo in Florenz in den Jahren 1372–1373. Sein Vater war ein gewisser Jacopo unbekannter Herkunft, vermutlich ein Adliger aus Sant’Angelo in Vado. Er nannte sich bevorzugt Niccolò della Stella.
Die Jugendjahre von Niccolò Fortebraccio sind nicht dokumentiert. Es ist anzunehmen, dass er sehr früh in die Solddienstaktivitäten seines Onkels einbezogen wurde. 1423 und 1424 stand er mit Braccio da Montone im Sold von Alfons V. von Aragon, der gegen Johanna von Anjou Krieg führte. In der Schlacht von L’Aquila geriet er in Gefangenschaft und wurde von Niccolò Piccinino gegen ein Lösegeld von 11.000 Gulden freigekauft.
In den Jahren 1425 und 1430 stand Niccolò Fortebraccio im Dienst der Republik Florenz, zuletzt als Capitano generale. 1429 schlug er die Rebellion der Stadt Volterra nieder. Im gleichen Jahr erhielt er den Auftrag, Lucca niederzuwerfen. Die Belagerung der Stadt begann im Dezember 1429, nahm einen wechselvollen Verlauf und endete am 2. Dezember 1430 mit der Schlacht am Serchio, bei der die florentinischen Truppen unter Fortebraccio und Guidantonio da Montefeltro der genuesischen Streitmacht des Niccolò Piccinino unterlagen. Im folgenden Jahr, 1431, stellte er sich in den Dienst von Papst Eugen IV., der ihn zum Gonfaloniere der Kirche ernannte und 1432 als Stadtherr von Sansepolcro einsetzte.
Anfang 1433 Niccolò Fortebraccio wechselte die Seiten und zog für das Herzogtum Mailand in den Krieg gegen den Kirchenstaat. Am 7. Oktober 1433 eroberte er Tivoli und belagerte Rom. Die alten und sich nun rasch verschärfenden Spannungen mit Francesco Sforza veranlassten ihn, nach Norden in die Region Umbrien auszuweichen. In Mittelitalien standen sich jetzt zwei Söldner-Lager gegenüber, die auch je militärtaktische Schulen repräsentierten: die Braccieschi (Braccio da Montone, Niccolò Piccinino, Niccolò Fortebraccio) und die Sforzeschi (Muzio Attendolo Sforza, Francesco Sforza). 1434 wurde Fortebraccio von einem Teil der Bürgerschaft von Assisi zum Stadtherrn berufen. Den Tod fand er am 23. August 1435 bei der Belagerung von Fiordimonte in der Nähe von Camerino in den Marken.
Mit dem Ableben von Niccolò Fortebraccio kehrten die Orte, deren Herr er geworden war (u. a. Assisi, Vetralla, Montefiascone, Città di Castello, Città della Pieve.Città di Castello, Montefalco), unter die Herrschaft des Kirchenstaats zurück. Den Fortebracci verblieb einzig die Grafschaft Montone, die an Carlo Fortebracci, auch „Carlo di Montone“ (1421–1479) genannt, fiel. Dieser Carlo war ein Sohn des Braccio di Montone und machte Karriere als Condottiere in Diensten Venedigs.

## Familie
Niccolò Fortebraccio verheiratete sich Ende Oktober 1434 in Assisi mit Ludovica Guidi, Tochter des Francesco Guidi, Graf von Battifolle und Poppi, und der Maddalena Visconti. Ihre Schwester, Margherita Anna Guidi, war mit Pandolfo III. Malatesta (um 1369–1427) verehelicht.
Mit Ludovica Guidi hatte Fortebraccio einen Sohn:
- Braccio Vecchio di Montone (1435–1467), der bereits im Kindesalter im Gefolge von Niccolò und Francesco Piccinino auftaucht. Mit 14 Jahren diente er in der Kompanie seines Verwandten Carlo Fortebracci (Carlo di Montone) in venezianischen Diensten. Später stand er im Sold von Sigismondo Pandolfo Malatesta und Bartolomeo Colleoni. In der Schlacht von Molinella wurde er verwundet und starb an den Verletzungen[7]. Braccio Vecchio di Montone hinterließ einen Sohn, Matteo Braccio.

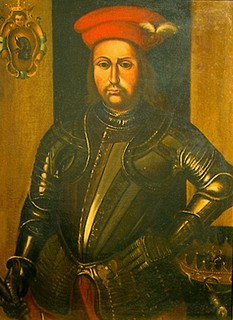
Braccio da Montone
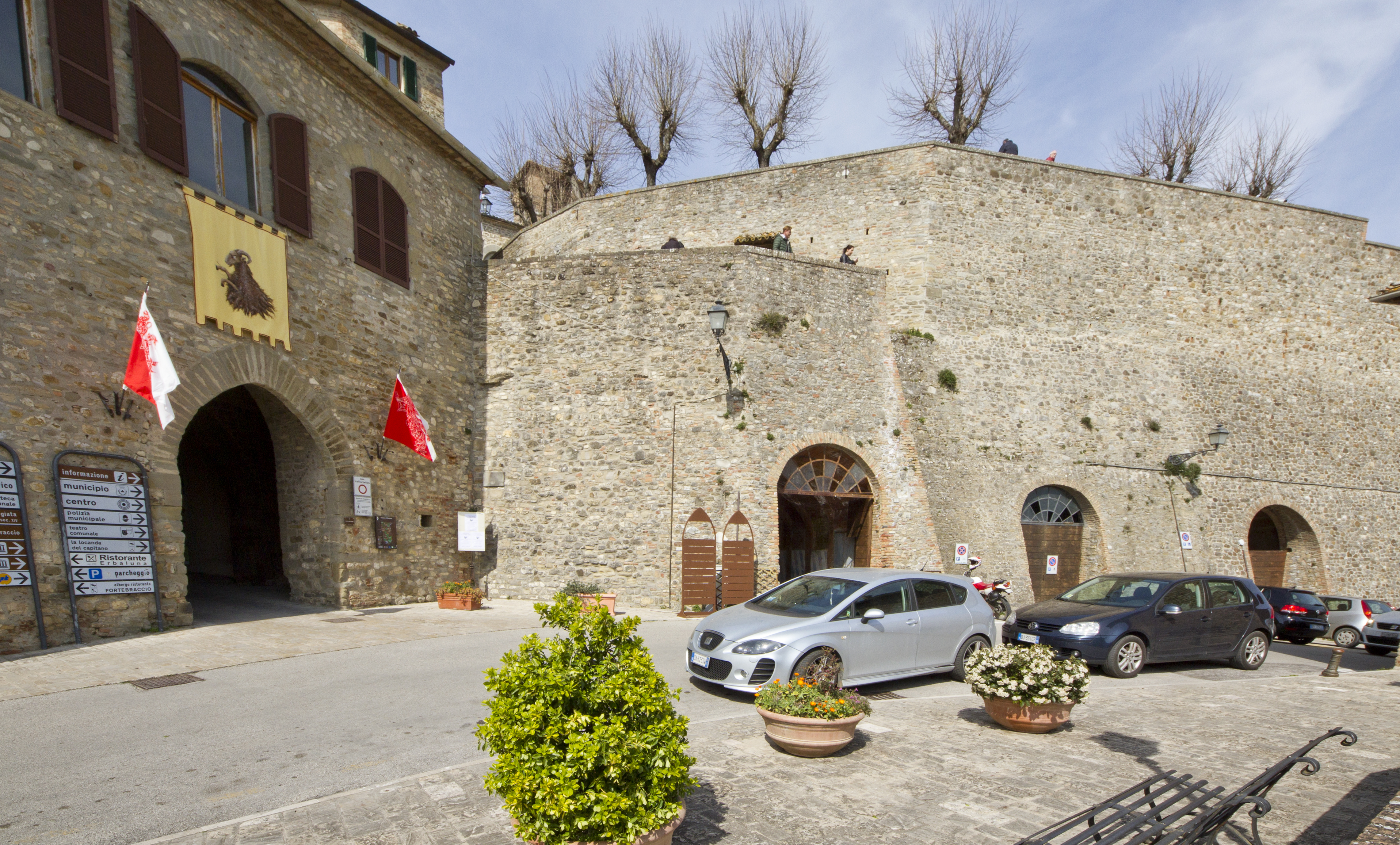
Montone (Provinz Perugia)
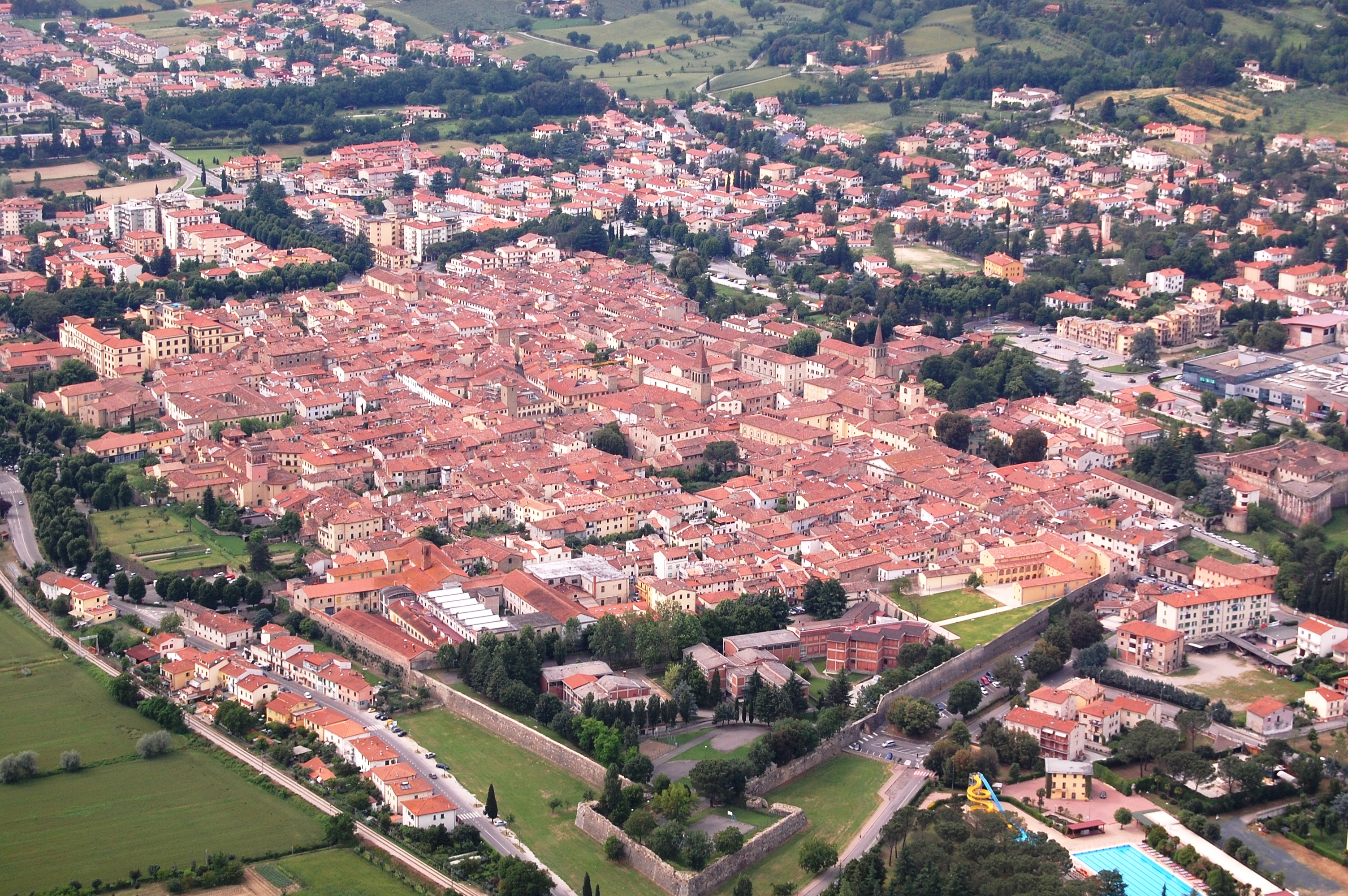
Sansepolcro (Provinz Arezzo)
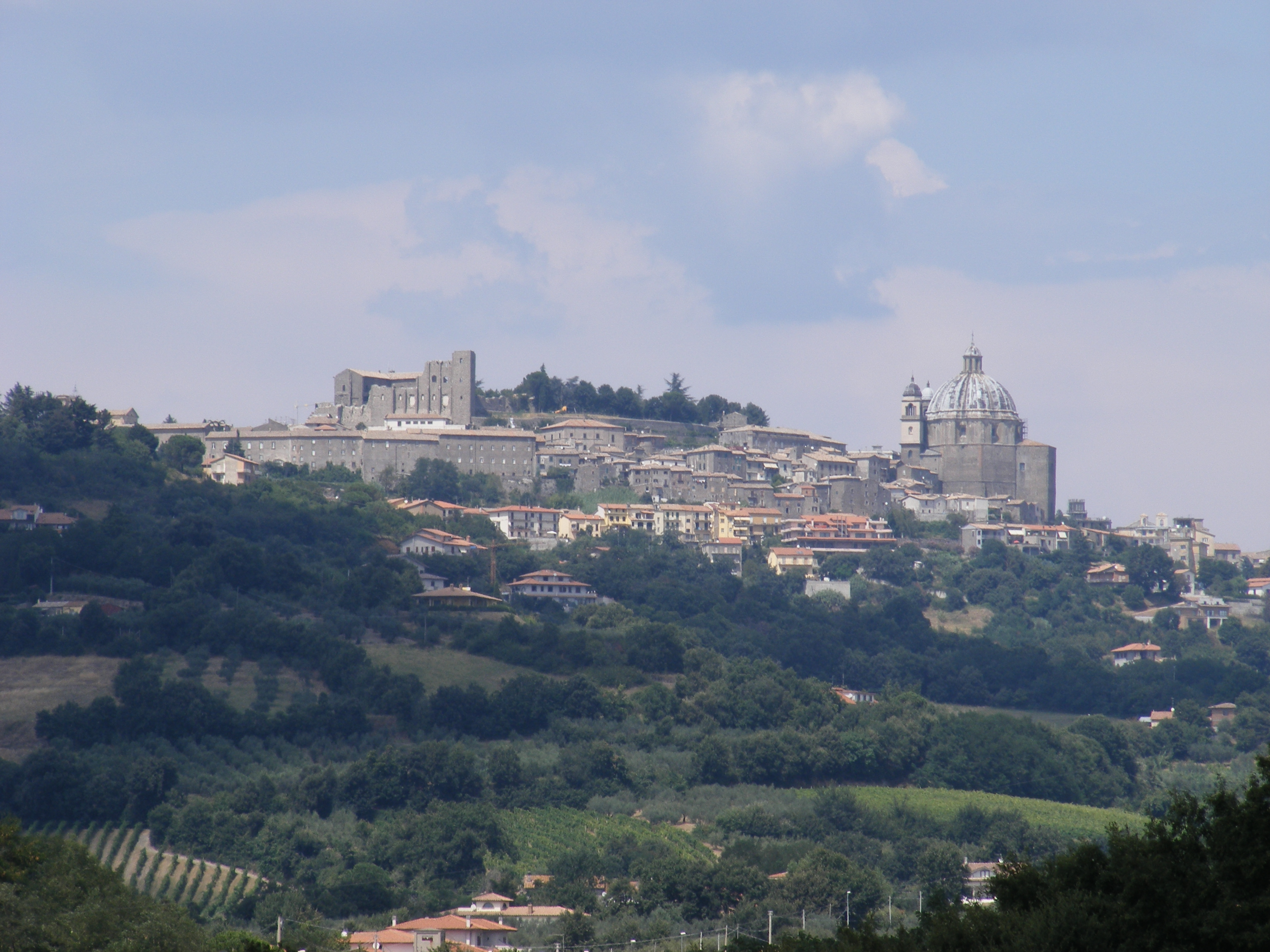
Montefiascone (Provinz Viterbo)
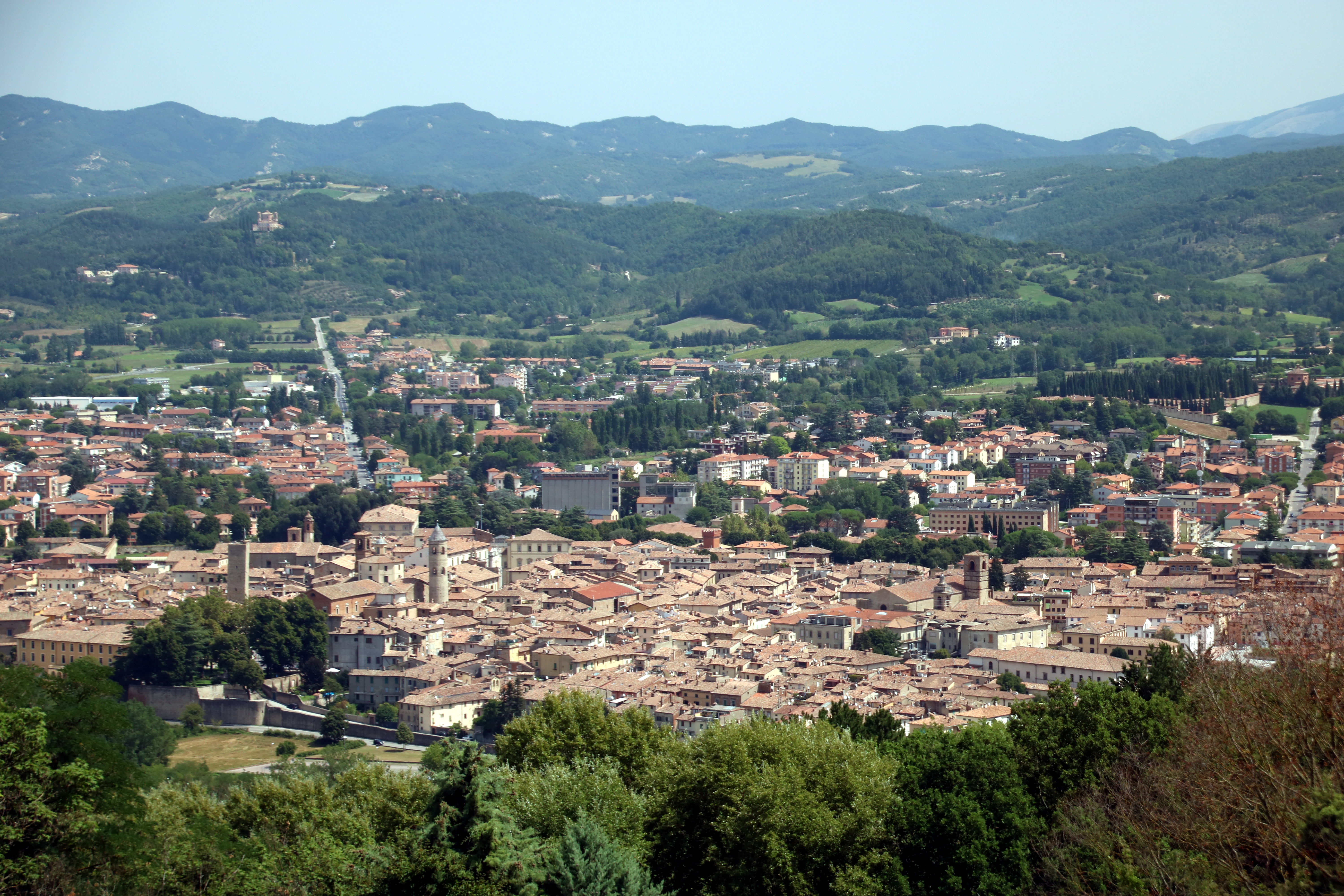
Città di Castello (Provinz Perugia)
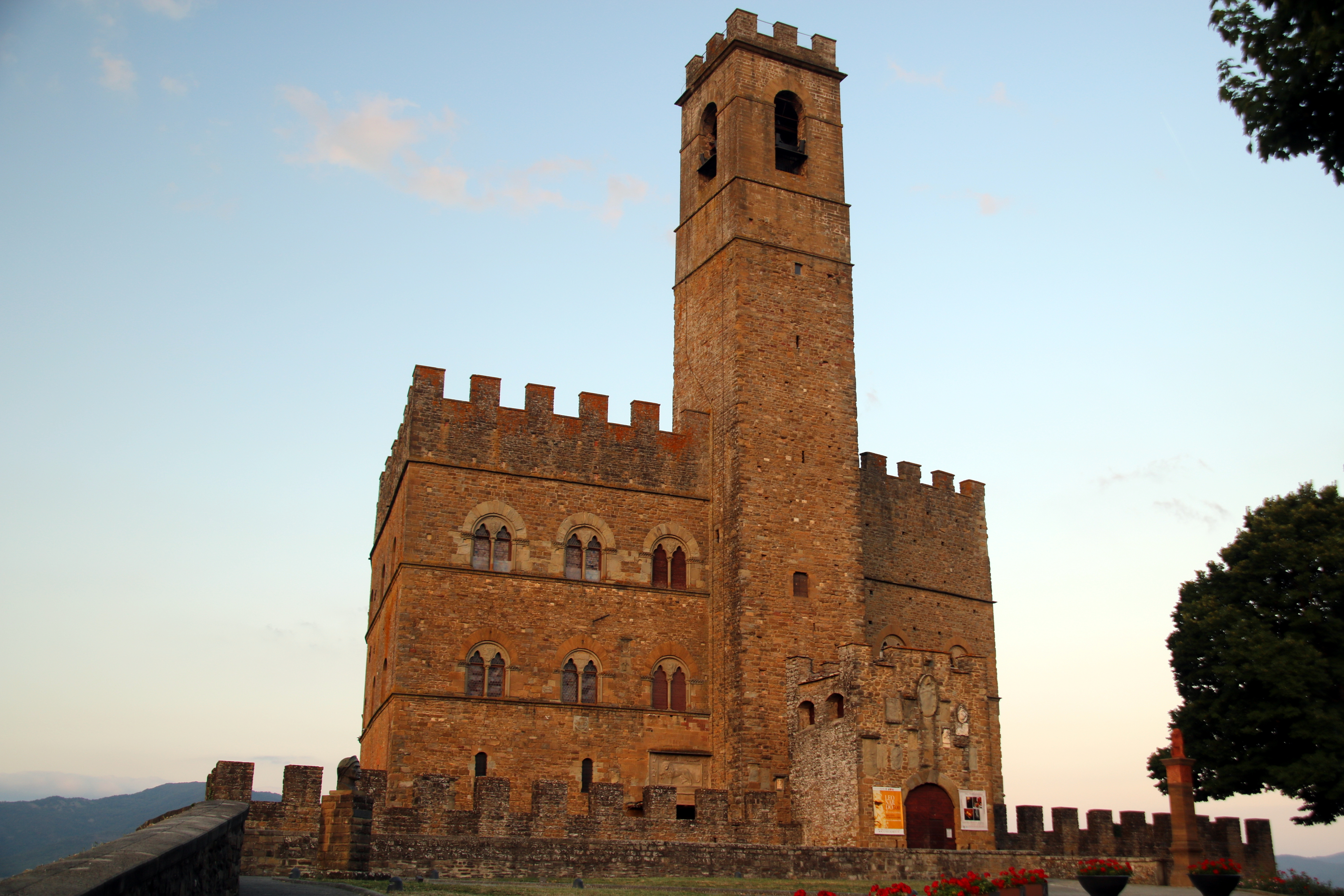
Poppi, Castello dei Conti Guidi
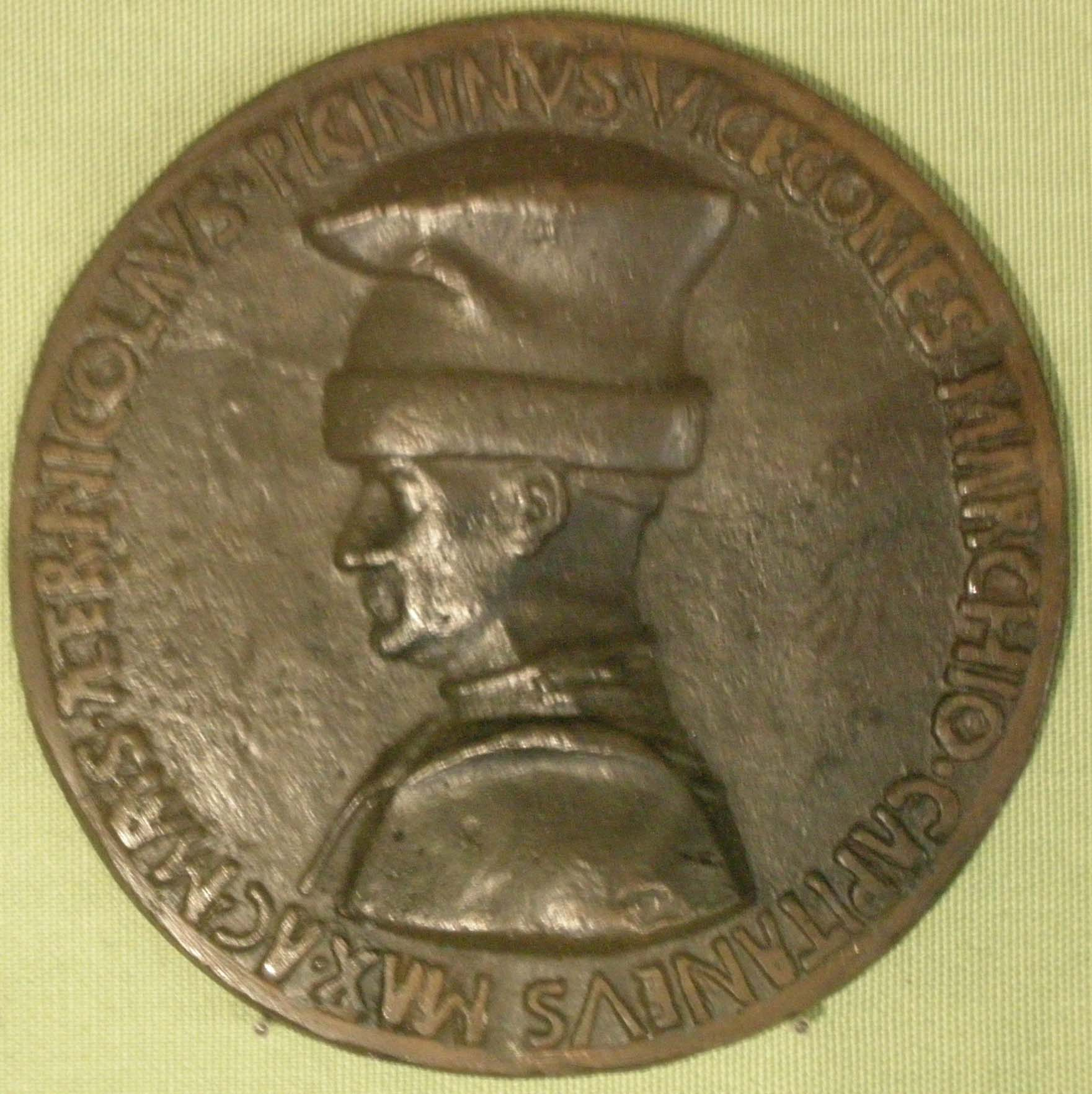
Antonio Pisanello, Medaille des Niccolò Piccinino, um 1440